# Макуха Микола Гаврилович
Микола Гаврилович Макуха (22 травня 1909 — 15 січня 1944) —  Герой Радянського Союзу (1944).

## Життєпис
Народився 22 травня 1909 року в селі Одинківка (нині у межах міста Дніпро). Українець. Закінчив початкову школу. Працював на заводі у Дніпропетровську.
У РСЧА в 1929-32 роках і з вересня 1943 року у діючій армії на фронтах німецько-радянської війни. Відзначився під час битви за Дніпро.
Розвідник взводу пішої розвідки 1118-го полку (333-тя стрілецька дивізія, 6-та армія, 3-й Український фронт) рядовий Макуха переправився через Дніпро, провів розвідку і підірвав склад з боєприпасами в Дніпровських плавнях, захопив автомашину та знищив при цьому трьох офіцерів.
26 листопада 1943 року разом із підрозділом у числі перших форсував Дніпро у Запорізькому районі та подолав дротяні перешкоди. Кинувшись у ворожі траншеї закидав їх гранатами, знищивши при цьому німецький кулемет з обслугою та кількох німців у рукопашних сутичках. Далі в бою за плацдарм закидав гранатами ворожий ДЗОТ, знищивши там німців, що вели вогонь по радянських підрозділах. У нічний час рядовий Макуха проводив розвідку вогневих засобів противника та передавав інформацію радянським артилеристам. У боях за село Канівське боєць-розвідник Макуха першим увірвався до нього, знову гранатами знищив кулеметні точки в будинках.
Загинув у бою 15 січня 1944 року. Похований в селі Мар'ївка Запорізького району Запорізької області України.

## Звання та нагороди
22 лютого 1944 року М. Г. Макусі присвоєно звання Героя Радянського Союзу.
Також нагороджений:
- орденом Леніна
- медаллю